# 1263
Il 1263 (MCCLXIII in numeri romani) è un anno  del XIII secolo.

## Eventi
- Bolsena - Miracolo del Corporale
- 18 ottobre - papa Urbano IV approva le riforme alla Regola di Santa Chiara dando vita alle Clarisse Urbaniste
- Naro - viene costruita la cinta muraria con la Porta d'Oro, unica rimasta oggi.

## Nati
- 22 gennaio - Ibn Taymiyya, giurista e teologo arabo († 1328)
- Iolanda di Dreux, regina († 1322)
- Elisabetta di Kalisz, nobile tedesca († 1304)
- Gammala, principe mongolo († 1302)
- Bartolomeo Gradenigo, doge († 1342)
- Teobaldo II di Lorena, duca francese († 1312)
- Tolberto III da Camino, nobile e politico italiano († 1317)
- Isabella di Villehardouin, principessa († 1312)

## Morti
- 7 gennaio - Agnese di Merania, nobile tedesca
- 16 gennaio - Shinran, monaco buddista giapponese (n. 1173)
- 19 marzo - Hughes de Saint-Cher, cardinale francese
- 7 giugno - Bonifacio di Savoia, conte (n. 1244)
- 14 novembre - Aleksandr Nevskij, nobile, santo e militare russo (n. 1220)
- 20 novembre - Martino della Torre, sovrano e politico italiano
- 16 dicembre - Haakon IV di Norvegia, re (n. 1204)
- 24 dicembre - Hōjō Tokiyori, militare giapponese (n. 1227)
- Accursio, giurista italiano (n. 1184)
- Gregorio I di Alessandria, arcivescovo ortodosso egiziano
- Crescenzio da Jesi, religioso italiano
- Guido I de la Roche, nobile francese (n. 1205)
- Hugues Libergier, architetto francese
- Manuele I di Trebisonda, imperatore
- Mindaugas, nobile
- Morta, nobile lituana
- Rodolfo III di Neuchâtel, nobile svizzero
- Gualtiero di Ocre, nobile italiano
- Pastore, vescovo cattolico italiano
- Raymon Russignol, poeta francese (n. 1189)
- Cavalcano Sala, vescovo cattolico italiano
- Tautvilas, nobile lituano
- Hugh de Vere, IV conte di Oxford, nobile britannico (n. 1210)
- Yonah ben Abraham Gerondi, rabbino e filosofo spagnolo

## Calendario
| Calendario 1263 | Calendario 1263 | Calendario 1263 | Calendario 1263 | Calendario 1263 | Calendario 1263 | Calendario 1263 | Calendario 1263 | Calendario 1263 | Calendario 1263 | Calendario 1263 | Calendario 1263 | Calendario 1263 | Calendario 1263 | Calendario 1263 | Calendario 1263 | Calendario 1263 | Calendario 1263 | Calendario 1263 | Calendario 1263 | Calendario 1263 | Calendario 1263 | Calendario 1263 | Calendario 1263 | Calendario 1263 | Calendario 1263 | Calendario 1263 | Calendario 1263 | Calendario 1263 | Calendario 1263 | Calendario 1263 | Calendario 1263 | Calendario 1263 |
| --------------- | --------------- | --------------- | --------------- | --------------- | --------------- | --------------- | --------------- | --------------- | --------------- | --------------- | --------------- | --------------- | --------------- | --------------- | --------------- | --------------- | --------------- | --------------- | --------------- | --------------- | --------------- | --------------- | --------------- | --------------- | --------------- | --------------- | --------------- | --------------- | --------------- | --------------- | --------------- | --------------- |
|                 | 1               | 2               | 3               | 4               | 5               | 6               | 7               | 8               | 9               | 10              | 11              | 12              | 13              | 14              | 15              | 16              | 17              | 18              | 19              | 20              | 21              | 22              | 23              | 24              | 25              | 26              | 27              | 28              | 29              | 30              | 31              |                 |
| Gennaio         | Lu              | Ma              | Me              | Gi              | Ve              | Sa              | Do              | Lu              | Ma              | Me              | Gi              | Ve              | Sa              | Do              | Lu              | Ma              | Me              | Gi              | Ve              | Sa              | Do              | Lu              | Ma              | Me              | Gi              | Ve              | Sa              | Do              | Lu              | Ma              | Me              |                 |
| Febbraio        | Gi              | Ve              | Sa              | Do              | Lu              | Ma              | Me              | Gi              | Ve              | Sa              | Do              | Lu              | Ma              | Me              | Gi              | Ve              | Sa              | Do              | Lu              | Ma              | Me              | Gi              | Ve              | Sa              | Do              | Lu              | Ma              | Me              |                 |                 |                 |                 |
| Marzo           | Gi              | Ve              | Sa              | Do              | Lu              | Ma              | Me              | Gi              | Ve              | Sa              | Do              | Lu              | Ma              | Me              | Gi              | Ve              | Sa              | Do              | Lu              | Ma              | Me              | Gi              | Ve              | Sa              | Do              | Lu              | Ma              | Me              | Gi              | Ve              | Sa              |                 |
| Aprile          | Do              | Lu              | Ma              | Me              | Gi              | Ve              | Sa              | Do              | Lu              | Ma              | Me              | Gi              | Ve              | Sa              | Do              | Lu              | Ma              | Me              | Gi              | Ve              | Sa              | Do              | Lu              | Ma              | Me              | Gi              | Ve              | Sa              | Do              | Lu              |                 |                 |
| Maggio          | Ma              | Me              | Gi              | Ve              | Sa              | Do              | Lu              | Ma              | Me              | Gi              | Ve              | Sa              | Do              | Lu              | Ma              | Me              | Gi              | Ve              | Sa              | Do              | Lu              | Ma              | Me              | Gi              | Ve              | Sa              | Do              | Lu              | Ma              | Me              | Gi              |                 |
| Giugno          | Ve              | Sa              | Do              | Lu              | Ma              | Me              | Gi              | Ve              | Sa              | Do              | Lu              | Ma              | Me              | Gi              | Ve              | Sa              | Do              | Lu              | Ma              | Me              | Gi              | Ve              | Sa              | Do              | Lu              | Ma              | Me              | Gi              | Ve              | Sa              |                 |                 |
| Luglio          | Do              | Lu              | Ma              | Me              | Gi              | Ve              | Sa              | Do              | Lu              | Ma              | Me              | Gi              | Ve              | Sa              | Do              | Lu              | Ma              | Me              | Gi              | Ve              | Sa              | Do              | Lu              | Ma              | Me              | Gi              | Ve              | Sa              | Do              | Lu              | Ma              |                 |
| Agosto          | Me              | Gi              | Ve              | Sa              | Do              | Lu              | Ma              | Me              | Gi              | Ve              | Sa              | Do              | Lu              | Ma              | Me              | Gi              | Ve              | Sa              | Do              | Lu              | Ma              | Me              | Gi              | Ve              | Sa              | Do              | Lu              | Ma              | Me              | Gi              | Ve              |                 |
| Settembre       | Sa              | Do              | Lu              | Ma              | Me              | Gi              | Ve              | Sa              | Do              | Lu              | Ma              | Me              | Gi              | Ve              | Sa              | Do              | Lu              | Ma              | Me              | Gi              | Ve              | Sa              | Do              | Lu              | Ma              | Me              | Gi              | Ve              | Sa              | Do              |                 |                 |
| Ottobre         | Lu              | Ma              | Me              | Gi              | Ve              | Sa              | Do              | Lu              | Ma              | Me              | Gi              | Ve              | Sa              | Do              | Lu              | Ma              | Me              | Gi              | Ve              | Sa              | Do              | Lu              | Ma              | Me              | Gi              | Ve              | Sa              | Do              | Lu              | Ma              | Me              |                 |
| Novembre        | Gi              | Ve              | Sa              | Do              | Lu              | Ma              | Me              | Gi              | Ve              | Sa              | Do              | Lu              | Ma              | Me              | Gi              | Ve              | Sa              | Do              | Lu              | Ma              | Me              | Gi              | Ve              | Sa              | Do              | Lu              | Ma              | Me              | Gi              | Ve              |                 |                 |
| Dicembre        | Sa              | Do              | Lu              | Ma              | Me              | Gi              | Ve              | Sa              | Do              | Lu              | Ma              | Me              | Gi              | Ve              | Sa              | Do              | Lu              | Ma              | Me              | Gi              | Ve              | Sa              | Do              | Lu              | Ma              | Me              | Gi              | Ve              | Sa              | Do              | Lu              |                 |